# タイム・コントロール
『タイム・コントロール』（Time Control）は、ジャズ・ピアニスト上原ひろみが2007年に発表した4作目のスタジオ・アルバム。デヴィッド・フュージンスキーを迎えたプロジェクト、Hiromi's Sonicbloomの第1弾アルバムで、原盤権を持つレーベルはアメリカのテラークだが、2月21日に日本で先行発売された。

## 背景
2008年のインタビューによれば、上原は10代の頃からスクリーミング・ヘッドレス・トーソズ（デヴィッド・フュージンスキーの所属バンド）の大ファンで、「デヴィッドは私のデビュー・アルバムでも1曲だけ弾いてくれて、私は『あなたと一緒にアルバム1枚を作れたら、本当に面白くなりそう』って思った」とのことである。
「タイムズ・アップ」のエンディングは、Hiromi's Sonicbloomの次作『ビヨンド・スタンダード』（2008年）のイントロと繋がっており、上原はこの曲のレコーディングに際して、メンバーに「じゃあ、最後に次のアルバムの1曲目を録ります」と言ったという。なお、CDの英文ブックレットには、上原自身による各曲のコンセプトの解説が記載されているが、「タイム・アップ」では「To be continued…（つづく…）」と書かれている。

## 反響・評価
日本のオリコンチャートでは13週チャート圏内に入り、最高22位を記録した。アメリカの『ビルボード』では、コンテンポラリー・ジャズ・アルバム・チャートで16位に達した。
リック・アンダーソンはオールミュージックにおいて5点満点中4点を付け「フュージンスキーの実験的なトーンが、ひろみの中にある同様の冒険心を引き出し、時にどちらがソロを弾いているのか区別が困難な域にまで達しているのが、このアルバムに関して特に興味深い点の一つだ」と評している。

## 収録曲
全曲とも上原ひろみ作曲。
1. タイム・ディファレンス - Time Difference - 6:19
2. タイム・アウト - Time Out - 6:39
3. タイム・トラヴェル - Time Travel - 8:37
4. ディープ・イントゥ・ザ・ナイト - Deep into the Night - 9:02
5. リアル・クロック vs ボディ・クロック＝ジェット・ラグ - Real Clock vs. Body Clock = Jet Lag - 5:53
6. タイム・アンド・スペース - Time and Space - 7:55
7. タイム・コントロール、オア・コントロールド・バイ・タイム - Time Control, or Controlled by Time - 8:29
8. タイム・フライズ - Time Flies - 8:01
9. タイムズ・アップ - Time's Up - 0:46

### 日本流通盤ボーナス・トラック
1. ノート・フロム・ザ・パースト - Note from the Past - 12:08

## 参加ミュージシャン
- 上原ひろみ - ピアノ、キーボード、シンセサイザー
- デヴィッド・フュージンスキー（英語版） - ギター
- トニー・グレイ - エレクトリックベース
- マーティン・ヴァリホラ - ドラムス